# Barisia imbricata
Barisia imbricata är en ödleart som beskrevs av Wiegmann 1828. Barisia imbricata ingår i släktet Barisia och familjen kopparödlor.
Arten förekommer i tre större och från varandra skilda populationer i Mexiko. Den lever i bergstrakter och på högplatå mellan 1200 och 2500 meter över havet. Beroende på population (underart) hittas Barisia imbricata på grästäckta skogsgläntor i barrskogar, i blandskogar på klippig mark eller i molnskogar.
Individerna gömmer sig under stenar, under trädstubbar, i lövskiktet eller i jordhålor som kan vara övergivna bon av andra djur. Födan utgörs främst av insekter som ibland kompletteras med små ryggradsdjur. Honor lägger inga ägg utan föder upp till 11 ungar per kull.
Beståndet hotas främst av skogsavverkningar när jordbruksmark etableras. Ibland dödas ett exemplar av personer som har missuppfattningen att ödlan är giftig. I utbredningsområdet förekommer flera skyddszoner. IUCN kategoriserar arten globalt som livskraftig.

## Underarter
Arten delas in i följande underarter:
- B. i. imbricata
- B. i. ciliaris
- B. i. jonesi
- B. i. planifrons